# آن جه هونگ (بازیگر)
آن جه هونگ (کره‌ای: 안재홍؛ زادهٔ ۳۱ مارس ۱۹۸۶) بازیگر اهل کره جنوبی است. از آثاری که در آن‌ها نقش داشته‌است می‌توان به پاسخ به ۱۹۸۸ (۲۰۱۵)، مبارزه برای راهم (۲۰۱۷) وملودرام باش (۲۰۱۹) اشاره کرد.